# 헤라클레스 (1998년 애니메이션)

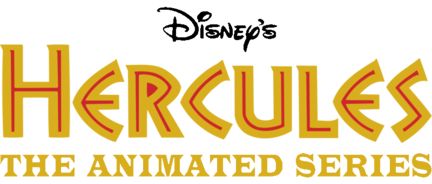

《헤라클레스》(영어: Hercules)는 1998년부터 1999년까지 미국, 한호흥업, 선우 엔터테인먼트에서 방영된 애니메이션이다.